# Virgil Tănase
Virgil Tănase est un écrivain, dramaturge, traducteur et philosophe roumain naturalisé français né à Galați (royaume de Roumanie) le 16 juillet 1945 et mort le 25 juin 2025 à Paris.

## Biographie
Virgil Tănase naît le 16 juillet 1945 le long du Danube, dans la ville portuaire de Galați située en Moldavie roumaine, près de la triple frontière avec la Moldavie et l'Ukraine.
Il suit des études de lettres à l’université de Bucarest (1963-1968) et de mise en scène à l'Institut d'art théâtral et cinématographique I. L. Caragiale (1970-1974). En France depuis 1977, il est l'auteur d’une thèse de sémiologie du théâtre sous la direction de Roland Barthes à l'École pratique des hautes études. Romancier et dramaturge, il obtient le prix de littérature de l’Union latine et le prix de dramaturgie de l’Académie roumaine. 
Il publie en français une quinzaine de romans, enseigne le théâtre dans plusieurs centres, assure la mise en scène de nombreux spectacles aussi bien en France qu'en Roumanie, fait des adaptations théâtrales — de Balzac à Dostoïevski, en passant par Marcel Proust, Anton Tchekhov et Antoine de Saint-Exupéry — et enseigne l’histoire des arts et des spectacles à l’Institut international de l’image et du son à Élancourt dans les Yvelines.
Il est directeur de l'Institut culturel roumain de Paris de 1993 à 1997 et de 2001 à 2005.

### Tentative d’assassinat et «disparition»
En 1982, Virgil Tănase, établi en France depuis 1977, est visé, en même temps que le dissident Paul Goma, par une tentative d'assassinat orchestrée par la dictature roumaine, qui échoue en raison de la défection de l'agent chargé de l'exécuter, Matei Haiducu-Hirsch,,.
Le 20 mai 1982, la direction de la Surveillance du territoire (DST) organise le faux enlèvement de Virgil Tănase et laisse la Securitate être accusée d'avoir monté son assassinat. Après trois mois passés dans une maison en Bretagne, Virgil Tănase réapparaît publiquement en septembre 1982.
Selon Liviu Tofan, ancien journaliste de Radio Europe Libre, la subite défection de Haiducu-Hirsch, l'implication du gouvernement français qui met Virgil Tănase à l'abri en Bretagne et annule la visite de François Mitterrand à Bucarest, et le fait que l'« affaire Tănase » a servi de point de départ, en Europe, à un revirement politique important des gouvernements occidentaux et à un changement médiatique radical en défaveur du régime roumain (qui, de « communisme indépendant et sympathique » devient à partir de là une « bête noire national-communiste ») fait plutôt penser à une possible « opération conjointe Ouest-Moscou » contre l'entêtement de Ceaușescu à prendre un cap dont ni l'Occident, ni l'URSS ne voulaient : car, conclut Tofan, dans les métiers du renseignement « il n'existe pas de coïncidences ».

### Mort
Virgil Tănase meurt le 25 juin 2025 à Paris à l’âge de 79 ans.

## Œuvres
- Portrait d'homme à la faux dans un paysage marin, Flammarion, 1976.
- Apocalypse d'un adolescent de bonne famille, Flammarion, 1980.
- L'amour, l'amour : roman d'amour, Flammarion, 1982.
- Le Paradis à l'amiable (théâtre), 1983.
- Cette mort qui va et vient et revient, Hachette, 1984.
- Le Bal sur la goélette du pirate aveugle (illustrations de Pierre-Marie Valat et Willi Glasauer), Gallimard, 1987.
- Le Bal autour du diamant magique, Gallimard, 1987.
- La Vie mystérieuse et terrifiante d'un tueur anonyme, Ramsay, 1990.
- Ils refleurissent, les pommiers sauvages, Ramsay, 1991.
- Anna Karénine (théâtre), d'après Léon Tolstoï, 1993.
- Salve Regina (théâtre), 1994.
- Moderncarnavaltango (théâtre), 1996.
- Les contes drolatiques (théâtre), d'après Honoré de Balzac, 1998.
- Tchekhov, collection Folio biographie, 2008
- Zoïa, éditions Non Lieu, 520 p., 2009,  (ISBN 978-2-35270-066-1)[9]
- Albert Camus, Gallimard, 2010.
- Dostoïevski (inédit), Folio Biographie, 2012 (ISBN 978-2-07-043902-7)
- Saint-Exupéry (inédit), Folio Biographie, 2013

## Théâtre

### Metteur en scène
- 1976 : Il pleut, si on tuait papa-maman d'Yves Navarre au Coupe-Chou Beaubourg
- 1979 : Le Mariage d'après Nicolas Gogol, Cité universitaire
- 1980 : Soir de grève d'Odile Ehret au théâtre du Marais et théâtre du Croq'Diamants avec Marie-Georges Pascal et Jean-Claude Robbe
- 1995 : Le Rouge et le Noir, adaptation d'Emmanuelle de Boysson d'après Stendhal au théâtre du Lucernaire avec Julie Debazac
- 2006 : Le Petit Prince adaptation de Virgil Tanase d'après Antoine de Saint-Exupéry au théâtre des Champs-Élysées
- 2012 : Mais n'te promène donc pas toute nue ! de Georges Feydeau, festival d'Avignon Off et théâtre Buffon
- 2014 : Crime et Châtiment, adaptation de Virgil Tănase d'après Fiodor Dostoïevski au théâtre du Lucernaire